# Jorge Báez
Jorge Báez (Asunción, Paraguay, 23 de octubre de 1990) es un futbolista paraguayo. Juega de mediocampista y su equipo actual es Metropolitanos FC de la Primera división del fútbol Venezolano.

## Clubes
| Club               | País      | Años        |
| ------------------ | --------- | ----------- |
| Olimpia            | Paraguay  | 2008 - 2014 |
| Arsenal de Sarandi | Argentina | 2014        |
| Capiatá            | Paraguay  | 2015        |
| Resende FC         | Brasil    | 2016 -      |
| Metropolitanos FC  | Venezuela | 2017        |